# Hodinář

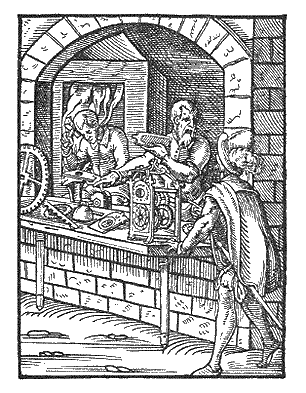
Dřevoryt Josta Ammana, Dílna hodináře doby renesanční, Norimberk 1568

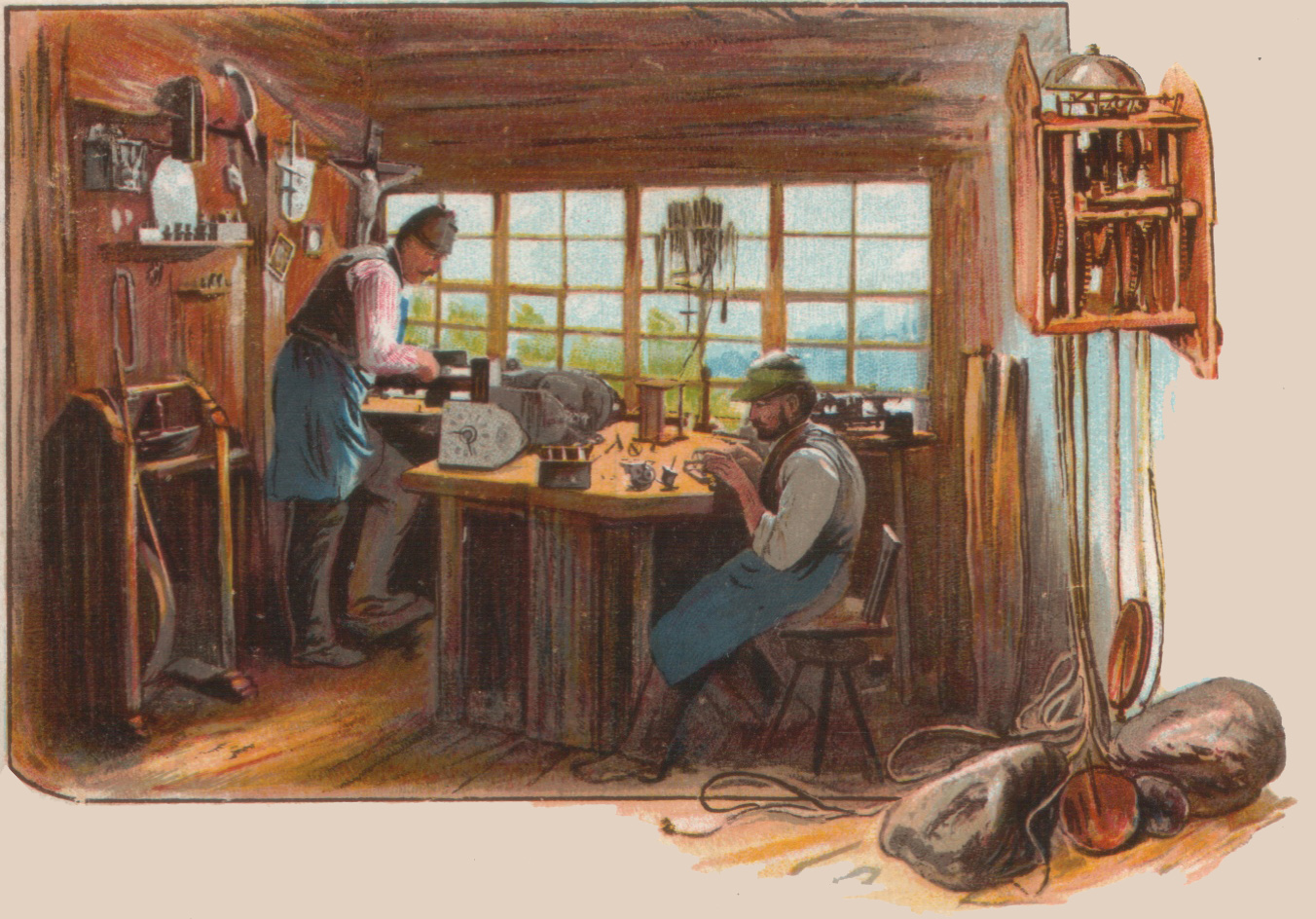
Hodinářská dílna, Schwarzwald/Černý Les, okolo roku 1900

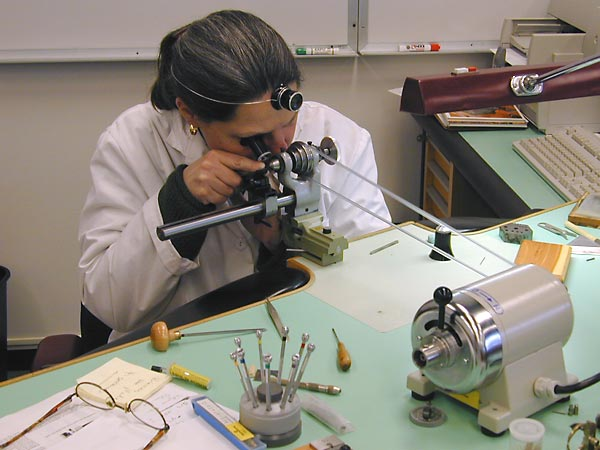
Hodinářka s lupou

Hodinář je řemeslník, který se zabývá výrobou, opravou a seřizováním přístrojů na měření času – hodin nebo hodinek.

## Historie
Hodináři se od 16. století dělili na velké, tj. specialisty na velké hodiny, a malé hodináře, kteří se věnovali hodinkám. Velcí hodináři byli původně zámečníci. Dalším spolupracujícím řemeslem byli pouzdraři, zpravidla truhláři, řezbáři, dále zlatníci, stříbrníci nebo klenotníci, kteří mistrům mechanikům dodávali hodinové skříně, skříňky či pláště. Specialisté měli následující sortiment výrobků:

### Sluneční, věžní hodiny a orloje
Nejstarší ze všech jsou sluneční hodiny a byly známé od starověku po celém světě. Věžní hodiny a orloje byly sestrojeny v Evropě ve 14. století. Kolem roku 1500 následovaly malé kapesní hodinky. Během doby renesance se rozšířili mechanické hodiny stolní, s budíkem či s hracím strojkem.

### Kyvadlové hodiny
V roce 1657 uveřejnil Christiaan Huygens sdělení o svém vynálezu kyvadlových hodin s netlumeným pohybem kyvadla, používaných dodnes. Sestrojil je roku 1655 a podrobně popsal ve spisu Horologium oscillatorium v roce 1673. Nezávisle na Angličanu Hookovi vynalezl i setrvačku, regulátor pro přenosné hodiny.

### Hodinky
První kapesní hodinky kolem roku 1500 sestrojil Peter Henlein v Norimberku. Podle tvaru pláště a místa vzniku se nazývaly Norimberské vejce. Měly jen hodinovou ručičku a značně nerovnoměrný chod. Před rokem 1675 je zdokonalil Christian Huygens konstrukcí setrvačky. Podrobně viz heslo Hodinky.

### Budíky a hrací strojky
V době renesance se zdokonalily stolní hodiny s budíkem a hracím strojkem, původně válcové, postupně tvarované do podob zvířat (medvěd, lev, jelen). Zásluhu na jejich technickém i uměleckém vývoji měli hodináři na dvoře císaře Rudolfa II. v Praze, například Erasmus Habermehl nebo Jost Bürgi.
O vývoj přesných hodin a lodních chronometrů se zasloužil (John Harrison, roku 1760) vznikly tzv. klidové kroky (Grahamův krok), které podstatně méně ovlivňují oscilátor. Kolem roku 1800 se zlepšilo tvarování vlásku (Abraham Louis Breguet), takže frekvence méně závisela na hnací síle i na poloze hodinek. Za stejným účelem vznikl už v 18. století tourbillon, složité a důmyslné zasazení setrvačky do jakési kleci, která se neustále pomalu otáčí a tak vyrovnává nerovnoměrnost chodu v různých polohách hodinek. Kvalitní hodinky s velmi tenkými čepy setrvačky (typicky 0,12 mm) byly však velmi choulostivé vůči nárazům. Proto se kolem roku 1900 zavádí pružné uložení ložisek setrvačky (takzvané anti-choc či Incabloc).

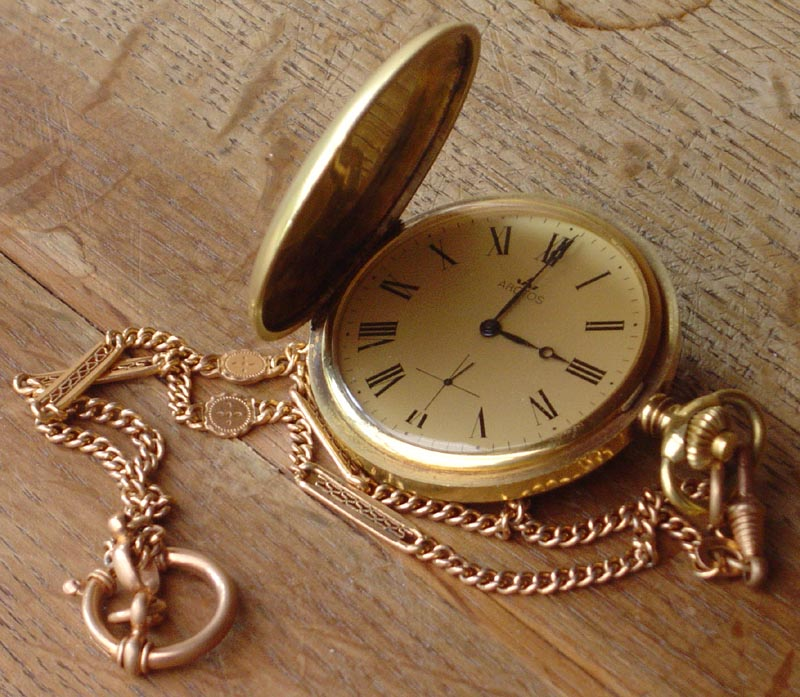
Kapesní hodinky dvouplášťové s řetízkem, kolem 1900

Od poloviny 19. století se rozběhla tovární výroba hodinek, zejména ve Švýcarsku, které byly spolehlivé a stále levnější. Potřebovali je všichni železničáři, pošťáci a další. Významné zlevnění přinesl Roskopfův a kolíčkový krok, pro dámské hodinky, nošené na šňůrce, se užíval cylindrový krok. Lepší hodinky měly ještě druhý plášť, často zlatý, který chránil sklo na ciferníku.
Roku 1904 vyrobila firma Cartier pro francouzského letce Santos-Dumonta první náramkové hodinky, které od první světové války rychle nahradily hodinky kapesní. Vyráběly se v nejrůznějších tvarech a designu, od levných kolíčkových až po velmi drahé a technicky dokonalé stroje. V 50. letech se začaly vyrábět hodinky s automatickým natahováním, nejčastěji excentrickým segmentem (rotor), který se při pohybu ruky otáčí a natahuje pero.
Další významnou novinkou byly křemenné hodinky (quartz), poprvé vyvinuté ve Švýcarsku, ale vyráběné od roku 1969 japonskou firmou Seiko. Indikace byla zprvu také číslicová, displejem se svítícími diodami (LED) nebo kapalnými krystaly (LCD), později se však více prosadily elektronické hodinky s mechanickou indikací ručkami. Zatím poslední novinkou jsou elektronické hodinky s automatickou rádiovou synchronizací (v Evropě se stanicí DCF77), jejíž chyby chodu jsou v řádu nanosekund za den.

## Významní hodináři

### v Evropě
- John Arnold, Velká Británie

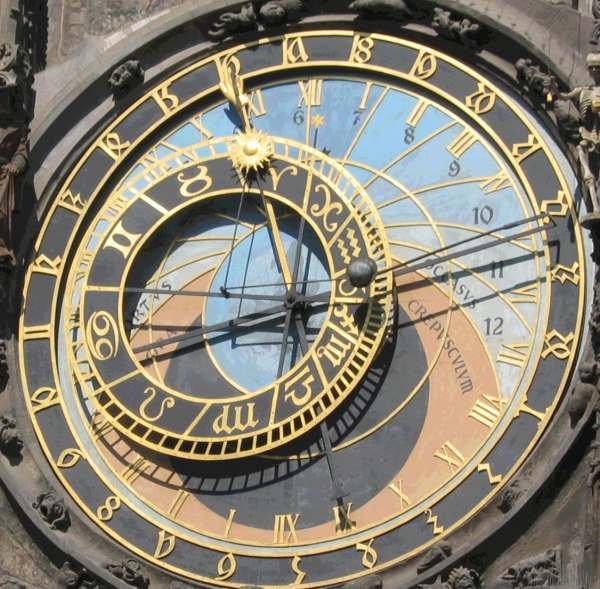
Astronomický ciferník na Staroměstském orloji v Praze

- Ferdinand Berthoud, Francie & Švýcarsko
- Abraham Louis Breguet, Francie & Švýcarsko
- Martin Burgess, Velká Británie
- Jost Bürgi, (1552 - 1632) Švýcarsko a Praha
- William Clement, Velká Británie
- Coster Samuel, Nizozemsko
- Aron Lufkin Dennison, Velká Británie
- Giovanni de Dondi, Itálie
- Richard Donisthorp, Velká Británie
- George Graham, Velká Británie
- John Harrison, Velká Británie
- Peter Henlein, Německo, Norimberk
- Christiaan Huygens, Nizozemí
- Antide Janvier, Francie
- Franz Ketterer, Německo
- Joseph Knibb, Velká Británie
- David Rittenhouse, USA
- Pierre Leroy, Francie
- Jens Olsen, Dánsko
- Rasmus Sørnes, Norsko
- Adolf Scheibe a Udo Adelsberger, Německo
- Eli Terry, USA
- Thomas Tompion, Velká Británie
- Thwaites & Reed, Velká Británie
- Sigmund Riefler, Německo
- Richard of Wallingford, Velká Británie

### Ve světě
- Al-Džazárí, (1136 – 1206), arabský konstruktér hodin
- Simon Willard, USA
- Su Song, Čína

### V českých zemích
- Mikuláš z Kadaně
- Jan Šindel
- Jakub Čech, Praha
- Hans Steinmeissel, Praha
- Erasmus Habermehl, † 1606, Praha
- Johann Engelbrecht, Beroun (syn Anton Engelbrecht, Mělník)
- Ferdinand Engelschalck, Praha
- Bernard Biswanger, Praha
- Josef Božek, Praha
- Franz Rzebitschek, Praha (syn Gustav Rzebitschek, Praha)
- Ludvík Hainz alias Ludwig Hainz, starší a mladší, Praha
- Josef Kossek, Praha
- Emanuel Mercl, Brno
- Karel Suchý a synové, Praha,